# 厩庫律
厩庫律（きゅうこりつ / くこりつ）は律の編目の1つ。主に厩・牧場及び倉庫に関する刑事事案を扱い、令の厩牧令・倉庫令と対になるものであった。

## 概要
隋の開皇律令で初めて定められ、唐や日本の律にも設けられた。唐の律令では28ヶ条から成立していたと考えられている。日本の律令についても大宝律令・養老律令ともに条文が現存していないが、基本的には同様であったと考えられている。ただし、宗教観念の違いから、犠牲に関する規定などは日本には存在していなかったとみられている。なお、当時の牛馬は輸送や農耕に欠かせないものであったから、自己所有の牛馬でも勝手に処分した場合には処罰の対象になったという。